# Chromadorina astacicola
Chromadorina astacicola är en rundmaskart som först beskrevs av W. Schneider 1932.  Chromadorina astacicola ingår i släktet Chromadorina och familjen Chromadoridae. Inga underarter finns listade i Catalogue of Life.